# Minami Itano
Minami Itano (født 2. februar 1993) er en kvindelig japansk håndboldspiller, som spiller for Hokkoku Bank Handball og Japans kvindehåndboldlandshold.
Hun repræsenterede Japan, da hun var blandt de udvalgte i landstræner Ulrik Kirkelys endelige trup ved OL 2020 i Tokyo, hvor holdet endte på en samlet 12. plads. Hun deltog også ved VM i kvindehåndbold 2017 i Tyskland.
Hun var også med til at vinde sølv ved asienmesterskabet i 2018 på hjemmebane efter finalenederlag til Sydkorea med cifrene 25-30.